# Nacionalni tjedan tamnog neba
Nacionalni tjedan tamnog neba (engl. National Dark-Sky Week, NDSW), tjedan tijekom kojeg ljudi širom svijeta gase svoja svjetla da bi motrili ljepotu noćnog neba bez svjetlosnog onečišćenja, održava se u tjednu mlađaka u travnju. Manifestaciju je 2003. osnovala Jennifer Barlow iz Midlothiana u Virginiji, a njezina se popularnosti i sudjelovanje u njoj povećava svake godine. Manifestaciju su poduprli Međunarodna udruga za tamno nebo (IDA), Američko astronomsko društvo (AAS), Astronomska liga i Sky & Telescope (S&T).

## Cilj
Ciljevi su manifestacije:
- privremeno smanjiti svjetlosno onečišćenje i razviti svijest o njegovim efektima na noćno nebo
- ohrabriti uporabu boljih svjetlosnih sustava koji usmjeravaju svjetlo k tlu umjesto k nebu
- promicati proučavanje astronomije.

Manifestacija se uvijek zbiva u travnju, tijekom tjedna mlađaka tako da nebo bude što je tamnije moguće radi optimalnih uvjeta gledanja.
Jennifer Barlow kaže: "Noćno je nebo dar toliko goleme ljepote da ne bi smjelo biti skriveno pod zastorom rasipnog svjetla. Ono bi moralo biti vidljivo da buduće generacije ne izgube dodir s čudom našeg svemira." Barlow objašnjava: "Moja je želja da ljudi vide noćno nebo u svoj njegovoj slavi, bez viška svjetla na nebu, kao što su naši preci vidjeli ga stotinama godina prije nas."

## Više informacija
- pokret za tamno nebo
- Sat za planet Zemlju
- Nacionalni tjedan astronomije

## Vanjske poveznice
- National Dark-Sky Week. Astronomy Magazine. Kalmbach Publishing Co. 16. travnja 2007.